# فرودگاه بتل ماونتن
فرودگاه بتل ماونتن (به انگلیسی: Battle Mountain Airport) یک فرودگاه همگانی با کد یاتا BAM است که یک باند فرود آسفالت دارد و طول باند آن ۲۲۲۵ متر است. این فرودگاه در کشور ایالات متحده آمریکا قرار دارد و در ارتفاع ۱۳۸۱ متری از سطح دریا واقع شده‌است.